# تشارلز جورج فليتشير
تشارلز جورج فليتشير هو سياسي كندي، ولد في 31 ديسمبر 1890، وتوفي في 28 يوليو 1959 في تشاتام كينت في كندا. حزبياً، نشط في الحزب الليبرالي في أونتاريو ‏. وقد انتخب عضو برلمان مقاطعة أونتاريو.